# هریستو زلاتانوف
هریستو زلاتانوف (به بلغاری: Христо Златанов) (به انگلیسی: Hristo Zlatanov) (زاده ۲۱ آوریل ۱۹۷۶ در صوفیه) بازیکن دو ملیتی بلغارستانی - ایتالیایی و سابق تیم ملی والیبال ایتالیا، پسر دیمیتار زلاتانوف می‌باشد. او در حال حاضر بازیکن باشگاه کوپرا پیاچنزا است.